# AN/WLR-9
AN/WLR-9 — станция гидроакустической разведки. Служит для перехвата и классификации сигналов ГАС, работающих в активном режиме, и подводнык шумов. Антенна ГАС установлена снаружи корпуса в носовой части лодки над торпедным отсеком.

## Модификации

### AN/WLR-9A
AN/WLR-9A - модификация, устанавливавшаяся на ПЛАРБ.

### AN/WLR-9B
AN/WLR-9B - модификация, устанавливавшаяся на АПЛ типа «Los Angeles»

## Носители
АПЛ
- «Los Angeles»

ПЛАРБ
- «Лафайет»
- «Джеймс Мэдисон»
- «Бенджамин Франклин»